# Rettungsmedaille am Bande (Freistaat Anhalt)
Die Rettungsmedaille am Bande wurde am 18. September 1925 durch das Anhaltische Staatsministerium gestiftet und konnte an alle Personen ab dem vollendeten 18. Lebensjahr verliehen werden, die unter eigener Lebensgefahr einen anderen Menschen gerettet haben oder wesentlichen Schaden abwenden konnten.
Die Medaille ist hochoval und zeigt auf der Vorderseite eine horizontale Mauer mit vier Zinnen und mittig einem Bogentor, auf dem schreitend der anhaltische Bär zu sehen ist. Unter der Mauer die Inschrift FREISTAAT ANHALT. Rückseitig ist FÜR RETTUNG AUS GEFAHR zu lesen.
Die Auszeichnung wurde an einem dunkelgrün Band mit dunkelrosa Randstreifen auf der linken Brust getragen.